# Centrale nucléaire de Barakah
La centrale nucléaire de Barakah (ou Braka) est située sur la côte du golfe Persique des Émirats arabes unis (EAU) dans la région occidentale de l'émirat d'Abou Dabi, à environ 55 km à l'ouest de la ville de Ruwais (en) et à 250 km à l'ouest de la ville d'Abou Dabi.
Le choix du site de Barakah a été effectué en 2010 en raison des risques sismiques jugés faibles, de sa distance relativement importante par rapport aux centres urbains, de sa proximité de sources d'eau et de la relative proximité du réseau électrique.
Le 31 juillet 2020, le réacteur Barakah 1 diverge pour la première fois, son premier couplage au réseau est effectué le 19 août 2020 ; c’est le 1er réacteur du monde arabe à entrer en service. Sa mise en service commerciale a lieu le 6 avril 2021. Le quatrième réacteur a été mis en fonction le 4 septembre 2024 ; la centrale devrait produire environ 40 TWh d'électricité par an, de quoi répondre jusqu'à 25 % des besoins en électricité du pays selon l'opérateur public Emirates Nuclear Energy Corporation (ENEC).

## Histoire du projet

### 2008-2009: appel d'offres
En janvier 2008, le président français Nicolas Sarkozy annonce que sa visite aux Émirats arabes unis sera « l'occasion de signer un accord de coopération pour l'utilisation pacifique de l'énergie nucléaire ». Total, GDF Suez et Areva ont conclu un accord pour proposer deux réacteurs pressurisés européen aux Émirats arabes unis.
En mai 2009, EDF vient soutenir le consortium composé d'Areva, de GDF Suez et de Total pour participer à l'appel d'offres portant sur la construction de deux ou trois réacteurs EPR aux Émirats arabes unis.
En novembre 2009, selon le journal La Tribune, le consortium français (Areva, GDF Suez, EDF, Total) a déjà été contraint « de baisser de 10 % son prix jugé trop élevé » par rapport à celui de ses deux concurrents : le japonais Hitachi (allié à General Electric) et le coréen Kepco (associé à Hyundai).
En décembre 2009, l’Emirates Nuclear Energy Corporation (ENEC) annonce que les réacteurs nucléaires seront fournis par un consortium sud-coréen dirigé par Korea Electric Power Company (KEPCO), à la suite d'un contrat de quatre réacteurs signé à hauteur de 20 milliards de dollars.

### 2010 à 2020: Construction des réacteurs
Le choix du site de Barakah a été effectué en 2010 dans le cadre du programme nucléaire des Émirats arabes unis (en) en raison des risques sismiques jugés faibles, de sa distance relativement importante par rapport aux centres urbains et aux sources d'eau, et de la relative proximité du réseau électrique.
Le 14 mars 2011, seulement quatre jours après la catastrophe de Fukushima au Japon, le président sud-coréen Lee Myung-bak inaugure le chantier de la future centrale nucléaire de Barakah
La licence, délivrée en juillet 2012 par l’Autorité fédérale de réglementation nucléaire (FANR) des Émirats arabes unis, autorise la construction (mais pas encore l'exploitation) de deux réacteurs nucléaires à eau pressurisée de conception coréenne du type APR-1400.
Le 19 juin 2015, le fournisseur coréen KEPCO annonce avoir terminé d'installer deux des quatre réacteurs nucléaires prévus ; les travaux sont alors achevés à 66 %. Plus de 18 000 personnes travaillent alors sur ce chantier.
L'état d'avancement des travaux à la mi-août 2017 est de 82 % : 96 % pour la tranche 1 et 85% pour la tranche 2, qui devaient alors toutes deux être mises en service en 2018, et respectivement 75 % et 52 % pour les tranches 3 et 4 pour une mise en service prévue en 2019 et 2020.
En septembre 2017, le ministre de l'énergie Suhail Mohamed Al Mazrouei justifie le retard par des contrôles de sécurité supplémentaires effectués par les régulateurs. Il annonce aussi qu’Abou Dhabi accueillerait du 30 octobre au 1er novembre 2017 une conférence ministérielle internationale sur l’énergie nucléaire, organisée par l’Agence internationale de l’énergie atomique (AIEA).
Avec une puissance électrique installée brute de 5 600 MW et une puissance électrique nette de 5 380 MW, le site de Barakah devrait alors fournir un quart de la consommation d'électricité des Émirats arabes unis. Le groupe Kepco construit déjà quatre APR1400 en Corée du Sud, mais Barakah est son premier chantier à l'exportation.
Le président sud-coréen Moon Jae-in et le Prince héritier d'Abou Dhabi Mohammed ben Zayed Al Nahyane ont célébré le 26 mars 2018 sur le site de la centrale nucléaire de Barakah l'achèvement de la construction du premier réacteur dont le chargement en combustible nucléaire est prévu fin 2019 / début 2020.
Le 22 novembre 2018, un accord est signé entre Nawah, la filiale d’Emirates Nuclear Energy Corporation (ENEC) responsable du site, et EDF, retenu pour l’exploitation et la maintenance de cette centrale nucléaire pendant dix ans. Ainsi, EDF fournirait à Nawah des services dans plusieurs domaines dont la sûreté, la radioprotection, la gestion du cycle du combustible et le suivi environnemental ». Les prestations évolueront au fil des besoins et pourraient inclure des prestataires historiques d’EDF. Aucun montant n’a été divulgué pour le moment.
En juillet 2020, la centrale était construite à 94 %. Voici la situation des réacteurs à cette date :
- Unité 1 : construction terminée à 100 % (licence d’exploitation accordée en février 2020 pour une durée de 60 ans, chargement du combustible terminé début mars 2020)
- Unité 2 : construction terminée à 100 % (essais à chaud réalisés en août 2018[15], transférée à l’exploitant pour la réalisation des essais de démarrage)
- Unité 3 : construction à 92 % (essais à froid réalisés en décembre 2018)[16]
- Unité 4 : construction à 84 %.

En novembre 2021, Emirates Nuclear Energy Corporation (ENEC) annonce que la construction de Barakah 3 est terminée avec un démarrage prévu en 2023.

### Mise en service
Les autorités émiraties donnent le 17 février 2020 leur feu vert à l’exploitation de la centrale nucléaire.
Barakah-1, le premier réacteur du monde arabe, effectue sa première criticité le 31 juillet 2020 et il est connecté au réseau pour la première fois le 19 août 2020,.
Le 6 avril 2021 a lieu la mise en service commerciale de Barakah-1,.
Barakah-2 effectue sa première criticité le 27 août 2021 et est connecté au réseau pour la première fois le 14 septembre 2021.
Le 24 mars 2022 a lieu la mise en service commerciale de Barakah-2.
Barakah-3 effectue sa première criticité le 22 septembre 2022 et est connecté au réseau pour la première fois le 8 octobre 2022.
La mise en service commerciale a lieu le 24 février 2023.
Barakah-4 effectue sa première criticité le 1er mars 2024 et est connecté au réseau pour la première fois le 23 mars 2024. Il est pleinement fonctionnel le 4 septembre 2024 ; la centrale devrait produire environ 40 TWh d'électricité par an, de quoi répondre jusqu'à 25 % des besoins en électricité du pays selon l'opérateur public Emirates Nuclear Energy Corporation (ENEC).
La centrale, qui aurait finalement coûté environ 24,4 milliards de dollars, va contribuer à décarboner la production d'hydrocarbures par Abu Dhabi National Oil Company (ADNOC), et la production des usines métallurgiques d'Emirates Steel et Emirates Global Aluminium, selon l'ENEC.